# San Pedro (Texas)
San Pedro es un lugar designado por el censo ubicado en el condado de Cameron en el estado estadounidense de Texas. En el Censo de 2010 tenía una población de 530 habitantes y una densidad poblacional de 172,83 personas por km².

## Geografía
San Pedro se encuentra ubicado en las coordenadas 25°58′53″N 97°35′17″O / 25.98139, -97.58806. Según la Oficina del Censo de los Estados Unidos, San Pedro tiene una superficie total de 3.07 km², de la cual 3.07 km² corresponden a tierra firme y (0%) 0 km² es agua.

## Demografía
Según el censo de 2010, había 530 personas residiendo en San Pedro. La densidad de población era de 172,83 hab./km². De los 530 habitantes, San Pedro estaba compuesto por el 92.64% blancos, el 0.38% eran afroamericanos, el 0.19% eran amerindios, el 0.19% eran asiáticos, el 0% eran isleños del Pacífico, el 4.72% eran de otras razas y el 1.89% pertenecían a dos o más razas. Del total de la población el 98.11% eran hispanos o latinos de cualquier raza.